# Kagaku-ji
Le Kagaku-ji (花岳寺, kagakuji) est un temple bouddhiste (寺, ji) de la ville d'Akō, préfecture de Hyōgo. 

## Histoire
Le temple a été construit à partir de 1645, sous la direction d'Asano Naganao.